# ریتم (فیلم ۱۹۹۹)
ریتم (به هندی: Taal) فیلمی است محصول سال ۱۹۹۹ و به کارگردانی سوبهاش گای است. در این فیلم بازیگرانی همچون آنیل کاپور، آیشواریا رای، آکشای کانا، آلوک نات، سراب شوکلا، آنیتا حسناندانی ریدی، شاهد کاپور ایفای نقش کرده‌اند.

## بازیگران
- آیشواریا رای باچان در نقش مانسی شانکار مانهوجا، عشق ماناو و ویکرانت
- آکشای خانا در نقش ماناو کومار مهتا، عشق مانسی
- آنیل کاپور در نقش ویکرانت کاپور، عشق مانسی
- آمریش پوری در نقش جاگموهان مهتا، پدر ماناو
- الوک نات در نقش تارا شانکار منهوجا / تارا بابو، پدر مانسی
- جیویدا شارما در نقش ایلااتی «ایلا» شانکار مانهوجا، پسر عموی مانسی
- سوشما ست در نقش نانی، مادربزرگ ماناو
- میتا واشیشت در نقش پرابها شانکار مانهوجا، پسر عموی تارا
- سراب شوکلا در نقش سرجوی بانرجی، دستیار ویکرانت
- پریتوی زوتشی در نقش دیپ موهان مهتا، برادر جاگموهان
- سوپریا کارنیک در نقش شکونتالا دیپ موهان مهتا، خواهر شوهر جاگموهان
- مانوج پهوا در نقش سنترام سینگ
- راجش خرا در نقش بریموهان مهتا
- اکتا جین در نقش پسر عموی اول مانسی
- پونه وشیشت در نقش شوکت
- آکاش کارناتاکی در نقش سیدو
- بابی دارلینگ در نقش طراح لباس ناروندرا خانا
- آشا باچانی در نقش دالی بریژموهان مهتا
- سونیل نگر به عنوان کمیسر پلیس
- آنیتا حسن‌اندانی در آهنگ «عشق بینا»
- شاهد کاپور در نقش رقصنده پس‌زمینه در آهنگ «کاهین آگ لاگه»
- ایشا شاروانی در نقش رقصنده پس‌زمینه در آهنگ «کاهین آغ لاگه»
- سوبهاش گای در نقش مردی با واکمن در بازار (ظاهر کامئو)